# Morning Junction Wonder J
Morning Junction Wonder J（モーニング・ジャンクション・ワンダー・ジェイ）は、Date fmで1999年4月から2011年6月まで放送されていた朝の生ワイド番組。

## 概要
直前まで放送された『モーション&エモーション』（6:30 - 11:00）に代わる番組。そのうち月〜木の6:30 - 9:00に放送された「モーション・タイム」と金曜の「フライデー・バージョン」の前半部分を引き継ぐ。（放送開始当初、番組タイトルは単に「Wonder J」であった。）9:00 - 11:00の「エモーション・タイム」「フライデー・バージョン」の後半は『La Foresta』が引き継いだ。また、6時台はTOKYO FM制作の『立花裕人のMORNING FREEWAY』へ切り替えた。
2011年3月11日の東日本大震災で編成が大きく変化。3月いっぱいは報道特別番組となり休止。4月に再開したが、Date fm全体での出演者の負担などの考慮もあり、2011年6月をもって終了した。
8時台のAラインパートを挟んで前半の7:30 - 7:54は『OH! HAPPY MORNING』のネットに、8:20以降は4月にスタートしたばかりの『Crescendo』に吸収された。

## 放送時間
毎週月曜～木曜　7時30分-8時55分

## 出演者

### パーソナリティ
- 浅野彰信（2009年10月～、月曜～木曜、2009年4月～2009年9月は水曜、木曜のみ担当）
- 斉藤光子（2009年4月～2009年9月、月曜、火曜）
- 高平なつみ（2008年4月～2009年3月、月曜、火曜）
- 佐藤明子（2007年4月～2009年3月、水曜、木曜）
- 高野志津（～2008年3月）
- 片岡晴子（～2007年3月）
- 加藤漢太（1999年4月～？)
- 石垣のりこ（1999年4月～2001年3月、月曜、火曜）
- 大久保尚子（1999年4月～？、水曜～金曜）
  - 2009年10月より斉藤光子がMORNING CHECK（月曜、水曜、木曜）とローソンMORNING CHECK（火曜）を担当。

## 番組コーナー
- Date fm TRAFFIC（7時32分）
- Weather and Holoscope（7時40分）
- TOYOTA NEWSPEC（7時45分）
- クロノス（TOKYO FM製作）
  - SUZUKI Breakfast News（8時00分）
  - Weather Guide（8時09分）
  - Honda Smile Mission（8時10分）
- Date fm TRAFFIC（8時21分）
- SOUND SELECTION（8時25分）
- MORNING CHECK（月、水、木） 斉藤光子担当（8時37分）
- ローソンMORNING CHECK（火曜）（8時37分）
- Weather（8時45分）
- Date fm TRAFFIC（8時50分）